# Yanbow Al Kitab
 (janvier 2013).
Si vous disposez d'ouvrages ou d'articles de référence ou si vous connaissez des sites web de qualité traitant du thème abordé ici, merci de compléter l'article en donnant les références utiles à sa vérifiabilité et en les liant à la section « Notes et références ».
Yanbow Al Kitab est une maison d'édition jeunesse marocaine fondée en 2006par Amina Hachimi Alaoui. Elle publie des livres à référent culturel marocain / arabe en langue française, arabe et anglaise.

## Historique
Après avoir cofondé avec Marie-Louise Belarbi en 1984 la librairie Le Carrefour des Livres située dans le quartier Maarif de Casablanca, Amina Hachimi Alaoui décide de créer en 1995 la première librairie spécialisée en art au Maroc : Le Carrefour des Arts. Elle y anime des ateliers de sensibilisation à l'art, à la lecture et au patrimoine marocain auprès des enfants. Elle constate qu'il n'existe pas de littérature jeunesse marocaine et décide de se lancer dans l'édition de livres pour enfants à référent culturel marocain. Les premiers titres sont publiés dans une section jeunesse de la maison d'édition La Croisée des Chemins. En 2006, Amina Hachimi Alaoui crée finalement sa propre maison d'édition jeunesse, Yanbow Al Kitab.

## Engagement
Les éditions Yanbow Al Kitab ont pour objectif la valorisation du patrimoine marocain, l'éveil et la formation de jeunes afin de faire d'eux des citoyens conscients et la démocratisation de la lecture au Maroc.

### OpérationUn Livre Un Enfant
En partenariat avec la librairie Le Carrefour des Arts, les Editions Yanbow Al Kitab ont mis en place en 2007 l’opération Un livre Un enfant. Il s’agit d’une action citoyenne ayant pour but de fournir aux jeunes les plus défavorisés des livres. Les fonds sont récoltés auprès de mécènes et par l’organisation d’évènements. Ensuite, les livres sélectionnés sont distribués main à main à chacun des enfants des écoles publiques et une bibliothèque est installée dans l’école.

### Mise en valeur du patrimoine marocain
Les Editions Yanbow Al Kitab travaillent à la valorisation du patrimoine culturel marocain à travers leurs livres. 

#### Contes traditionnels marocains
En partenariat avec la Fondation Zakoura, Yanbow Al Kitab a publié cinq contes pour enfants recueillis par des femmes en cours d’alphabétisation au sein de la fondation Zakoura Éducation. Ces contes bilingues ont été illustrés du côté français par des illustrateurs professionnels, du côté arabe par des jeunes de la fondation en cours d’alphabétisation qui  ont suivi des ateliers de dessin au Carrefour des Arts. 

#### Proverbes Populaires du Maroc
Les Proverbes Populaires du Maroc est un livre calligraphique de proverbes marocains recueillis également par des femmes en cours d’alphabétisation de la Fondation Zakoura Éducation. Les illustrations ont été également faites par les femmes de la fondation ayant suivi un stage de calligraphie.

#### CollectionRaconte-moi
La collection Raconte-moi est une collection de livres documentaires portant sur des thèmes du patrimoine marocain. Elle comporte les titres « Raconte-moi le Zellige » « Raconte-moi le Luth », et plus récemment « Raconte-moi Ibn Battouta » (prix Grand Atlas jeunesse 2011) et « Raconte-moi Chqara et la musique Andalouse ».

#### CollectionMalika et Karim
Il s’agit d’une collection valorisant l’art de vivre marocain à travers deux enfants Malika et Karim accompagnés de leur animal de compagnie Lalla Mizette qui partent à la découverte des régions de leur pays et des us et coutumes marocains.